# Эллисон, Брейди
Брейди Эллисон (англ. Brady Ellison; род. 27 октября 1988 года, Глендейл, штат Аризона, США) — американский стрелок из лука, 4-кратный призёр Олимпийских игр, двукратный чемпион мира, 4-кратный чемпион Панамериканских игр, многократный победитель финалов Кубка мира. Завершал 2011 и 2012 годы на первом месте в мировом рейтинге среди стрелков из олимпийского лука, суммарно был лидером рейтинга более 650 дней.
Брейди Эллисон использует розовый лук, демонстрируя поддержку исследованиям рака груди.

## Биография

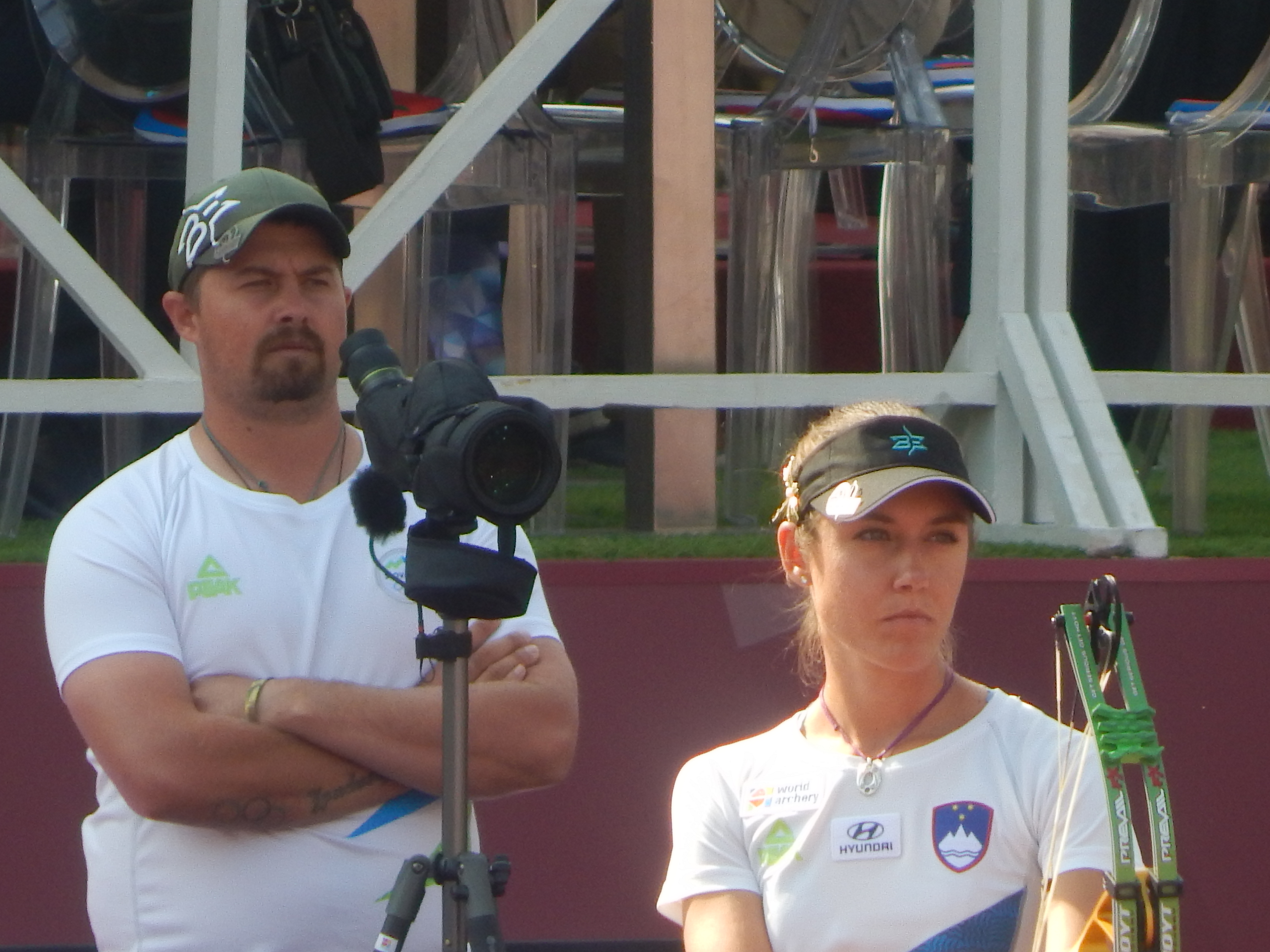
Брейди Эллисон в качестве наставника во время выступления своей жены Тойи в Финале Кубка мира в Москве (2019)

Брейди Эллисон родился 27 октября 1988 года в Глендейле. Уже в младенческом возрасте у него был игрушечный лук, а в возрасте семи лет он впервые стал заниматься стрельбой из лука. Первоначально он использовал блочный лук, но в 2005 году переключился на олимпийский. Отец и дед Эллисона были охотниками, и это стало причиной того, что Брейди стал лучником, так как хотел следовать по их пути.
Увлекается охотой, рыбалкой, гольфом и музыкой в стиле кантри.
Женат на Тойе Черне, словенской лучнице, которая после свадьбы стала носить его фамилию.
Спортивные прозвища — «Аризонский ковбой» (англ. The Arizona Cowboy), «Старатель» (The Prospector).
Брейди Эллисон закончил Университет ДеВри по специальности «Бизнес».

## Карьера

### Выступления до 2008 года
Уже в пятилетнем возрасте Брейди Эллисон столкнулся с болезнью Пертеса, которая поражает бёдра, из-за чего ему приходилось носить специальные ортезы.
Впервые принял участие на соревнованиях в 2007 году. На первом этапе Кубка мира в Ульсане американец дошёл до третьего раунда, где уступил Бальжиниме Цыремпилову, и такой же результат показал на следующем этапе в Варесе (проиграл Томе Оберу). На третьем этапе в Анталии выступил неудачно и проиграл в первом раунде Микеле Франджилли. На чемпионате мира в Лейпциге Эллисон дошёл до третьего раунда (1/8 финала), где проиграл украинцу Маркияну Ивашко. В командном турнире американцы, в составе которых помимо Эллисона были Вик Вундерле и Ричард Джонсон, дошли до четвертьфинала, где уступили британцам.
В 2008 году на этапе Кубка мира в Анталии Эллисон завоевал серебряную медаль, проиграв в финале Лим Дон Хёну из Южной Кореи со счётом 108:114. На пути к финалу американец победил испанца Даниэля Морильо (109:108), корейцев Ким Дже Хёна (111:110) и Ли Чанг Хвана (113:113, в перестрелке 10:8) и индийцев Джаянту Талукдара (112:110) и Рахула Банерджи (110:110, в перестрелке 10:9). На следующем этапе во Франции, однако, Эллисон выступил неудачно и проиграл в первом же раунде британцу Саймону Терри 103:110. Принял участие на Олимпийских играх в Пекине. В индивидуальном первенстве в рейтинговом раунде Эллисон набрал 664 очка из 720 возможных и занял пятнадцатое место, в плей-офф попав на канадца Джона Дэвида Бёрнса и победил его 111:89. Однако уже во втором раунде проиграл другому канадцу Джею Лайону 107:113 и выбыл из борьбы за медаль.

### 2009
В марте 2009 года Брейди Эллисон принял участие на чемпионате мира в помещении в Жешуве. Американец в первом раунде победил турка Гёктуга Эргина (119:115), но уже во втором раунде проиграл французу Дамьену Пижо.
На этапе Кубка мира в Санто-Доминго в первом матче Эллисон проиграл кубинцу Хуану Карлосу Стивенсу (109:111). На следующем этапе в Хорватии Эллисон показал лучший результат в рейтинговом раунде. В первом раунде он победил Сердара Сатира из Турции (111:107), затем украинца Юрия Гавелко (112:109), россиянина Андрея Абрамова (108:105) и белоруса Николая Марусова (111:109). В полуфинале американец проиграл олимпийскому чемпиону Марко Гальяццо и в бронзовом матче уступил французу Жану-Шарлю Валладону, заняв итоговое четвёртое место. На третьем этапе в Анталии Эллисон победил мексиканцев Давида Марина Коэльо (111:105) и Хуана Рене Серрано (110:108), но затем уступил индийцу Джаянте Талукдару (111:118) на стадии 1/8 финала.
На чемпионате мира в Ульсане Брейди Эллисон показал восьмой результат в предварительном раунде (1343 очка) и прошёл во второй раунд автоматически. Там он встретился с иранцем Миладом Вазири, которого победил со счётом 108:103, но в третьем раунде проиграл Чэнь Вэньюаню из Китая (109:111).

### 2010

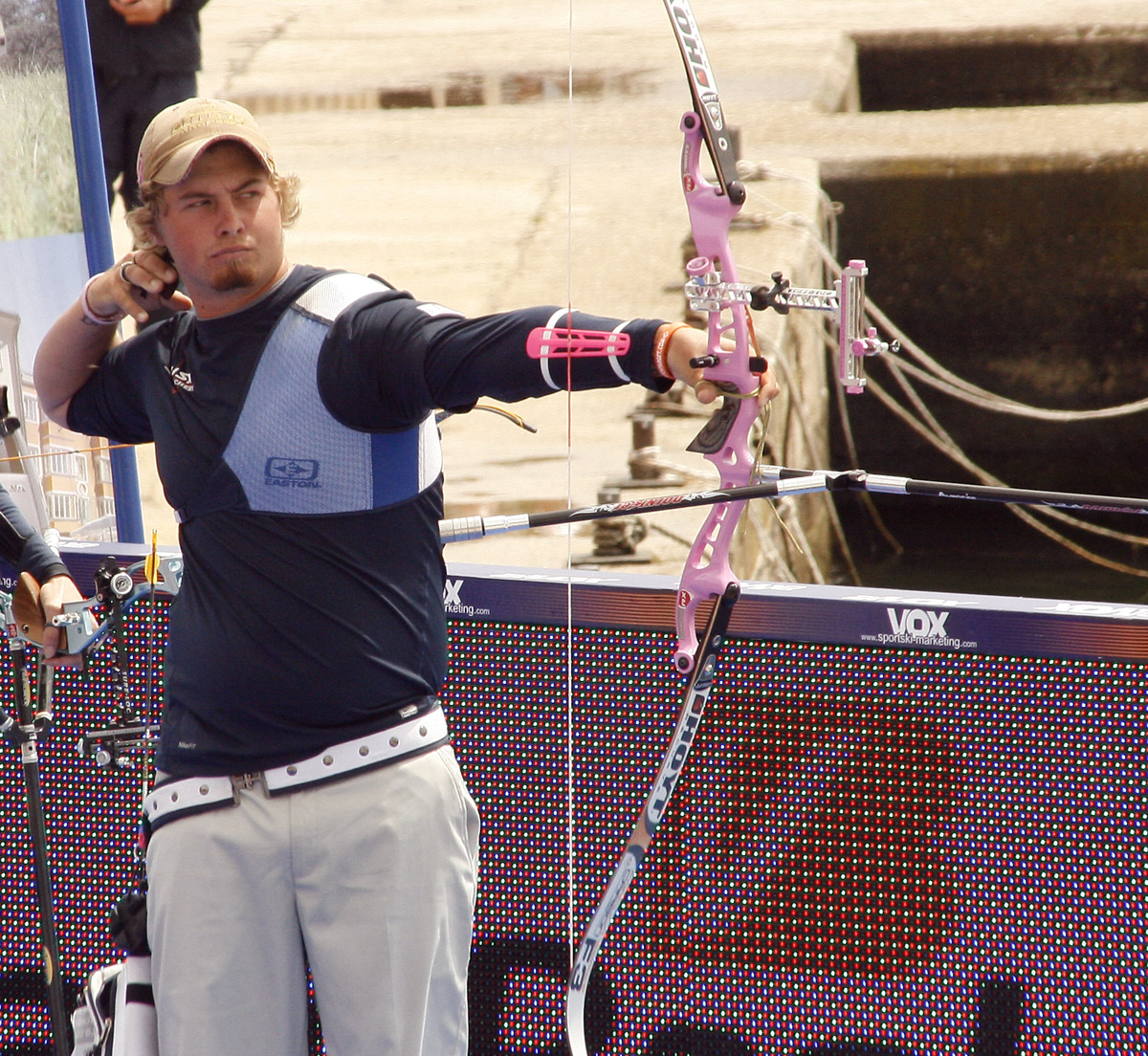
Брейди Эллисон на этапе Кубка мира в Порече (2010)

В мае 2010 года Брейди Эллисон выиграл первый в карьере этап Кубка мира в хорватском Порече. В первом матче американец победил иранского лучника Кейвана Риязимехра со счётом 5:1 по сетам. По втором раунде Эллисон победил Борда Нестенга из Норвегии со счётом 4:2, а затем всухую прошёл индийца Рахула Банерджи. В четвертьфинале со счётом 6:2 американец победил малайзийца Чу Сянь Чэна. В полуфинале против Жана-Шарля Валладона из Франции матч после пяти сетов не имел победителя, и Эллисон победил в решающей перестрелке (10:8), а в финале победил соотечественника Вика Вундерле со счётом 7:3.
В июне на втором этапе Кубка мира в Анталии Брейди Эллисон занял первое место в рейтинговом раунде. Он победил китайца Чжао Шэньчжоу (4:0), британцев Майкла Пирта (4:0) и Алана Уиллса (4:2) и украинца Дмитрия Грачёва (6:2). В полуфинале в решающей перестрелке со счётом 9:10 Эллисон проиграл итальянцу Микеле Франджилли, но в матче за бронзу оказался сильнее японца Сюнго Табаты (6:2) и завоевал вторую подряд медаль Кубка мира.
На домашнем этапе Кубка мира в Огдене американец сумел одержать лишь одну победу в перестрелке против Лоуренса Годфри из Великобритании, а в следующем матче проиграл китайцу Ю Сину 1:5. На следующем этапе в Шанхае Эллисон вновь проиграл в третьем раунде в перестрелке против Джаянты Талукдара из Индии, а ранее победил Аки Виртанена из Финляндии (5:1) и соотечественника Ричарда Джонсона с таким же счётом.
Брейди Эллисон квалифицировался на Финал Кубка мира в Эдинбурге. В четвертьфинале он победил британца Адама Уиллса (6:2), а затем взял реванш за поражение на четвёртом этапе Кубка мира у Джаянты Талукдара. Оба лучника в перестрелке после пяти сетов попали в «девятку», но стрела Эллисона оказалась ближе к центру. В финале американец победил олимпийского чемпиона Лим Дон Хёна со счётом 6:2 и выиграл свой первый же Финал.
В октябре Эллисон завоевал золотую медаль Панамериканского чемпионата в Мексике, победив в решающем матче соотечественника Джейкоба Вуки.

### 2011
В мае 2011 года на первом этапе Кубка мира в Порече, Эллисон завоевал золотую медаль. Будучи шестым сеяным, он избежал первого и второго раундов. В первом своём матче он победил монгола Гомбодоржа Ган Эрдене (6:4), затем всухую прошёл британца Саймона Терри и в четвертьфинале, а в полуфинале победил в решающей перестрелке (10:9) Лоуренса Годфри. В полуфинале Эллисон одержал победу 6:4 над соотечественником Джейком Камински, а в финале победил корейца Ким У Джина.
На втором этапе в Анталии американец вновь победил. На пути к финалу он прошёл индийца Тхупувойи Свуро (6:2), монгола Джанцана Гантугса (в перестрелке со счётом 10:9) и корейца Лим Дон Хёна (6:2). В полуфинале со счётом 7:3 Эллисон победил украинца Дмитрия Грачёва, а в финале всухую оказался сильнее О Джин Хёка из Южной Кореи.
На чемпионате мира в Турине, который состоялся между вторым и третьим этапом Кубка мира, Брейди Эллисон завоевал бронзовую медаль. Он был вторым после рейтингового раунда, начав соревнования с 1/16 финала. В первом матче он победил немца Флориана Флото (6:2), затем с тем же счётом прошёл мексиканца Хуана Серрано и всухую победил норвежца Борда Нестенга. Полуфинал против Ким У Джина перешёл в перестрелку, в которой точнее оказался кореец при попадании обоих в «десятку». В матче за бронзовую медаль Эллисон всухую победил Лим Дон Хёна и стал призёром чемпионата мира. Американцы (Эллисон, Джо Фэнчин, Джейкоб Вуки) также выступали в мужском командном турнире. На стадии 1/8 финала они победили Польшу (223:215), а в четвертьфинале проиграли Мексике (217:218). Эллисон также участвовал в миксте с Мирандой Лик, но уже в первом матче они проиграли россиянам со счётом 145:147.
На третьем этапе Кубка мира в Огдене, Эллисон завоевал третье золото из трёх возможных. В первом для себя матче на стадии 1/16 финала американец победил нидерландского лучника Рика ван ден Увера со счётом 6:0, а затем в перестрелке оказался точнее мексиканца Луиса Велеса Санчеса (оба лучника попали в «десятку»). В четвертьфинале Эллисон победил всухую индийца Талукдара, а в полуфинале соотечественника Джо Фэнчина со счётом 7:3. В финале со счётом 6:2 американец оказался сильнее Дмитрия Грачёва из Украины. На четвёртом этапе в Шанхае американский лучник победил китайца Лю Чжаоу в 1/16 финала (6:2), но в следующем раунде уступил со счётом 4:6 малайзийцу Хайрулу Ануару Мохамаду.
В Финале Кубка мира в Стамбуле Эллисон в четвертьфинале победил турка Ягиза Йилмаза (6:0), а затем Гаэля Прево из Франции (6:4). В финале Эллисон одержал победу над китайским лучником Дай Сяосяном и одержал вторую победу подряд в Финале.
В октябре Эллисон одержал победу на тестовом турнире в Лондоне, победив в финале Лим Дон Хёна. В том же месяце американец выиграл золото на Панамериканских играх в Гвадалахаре. Установив в предварительном раунде рекорд Игр, он стал первым сеяным и в первом матче плей-офф победил эквадорца Диего Рамоса (7:1), а затем сальвадорца Оскара Тикаса (6:0) и венесуэльца Элиаса Малаве с тем же счётом. В полуфинале со счётом 6:2 американец одержал победу над мексиканцем Хуаном Серрано, а в матче за золотую медаль победил Криспина Дуэньяса из Канады (6:4).

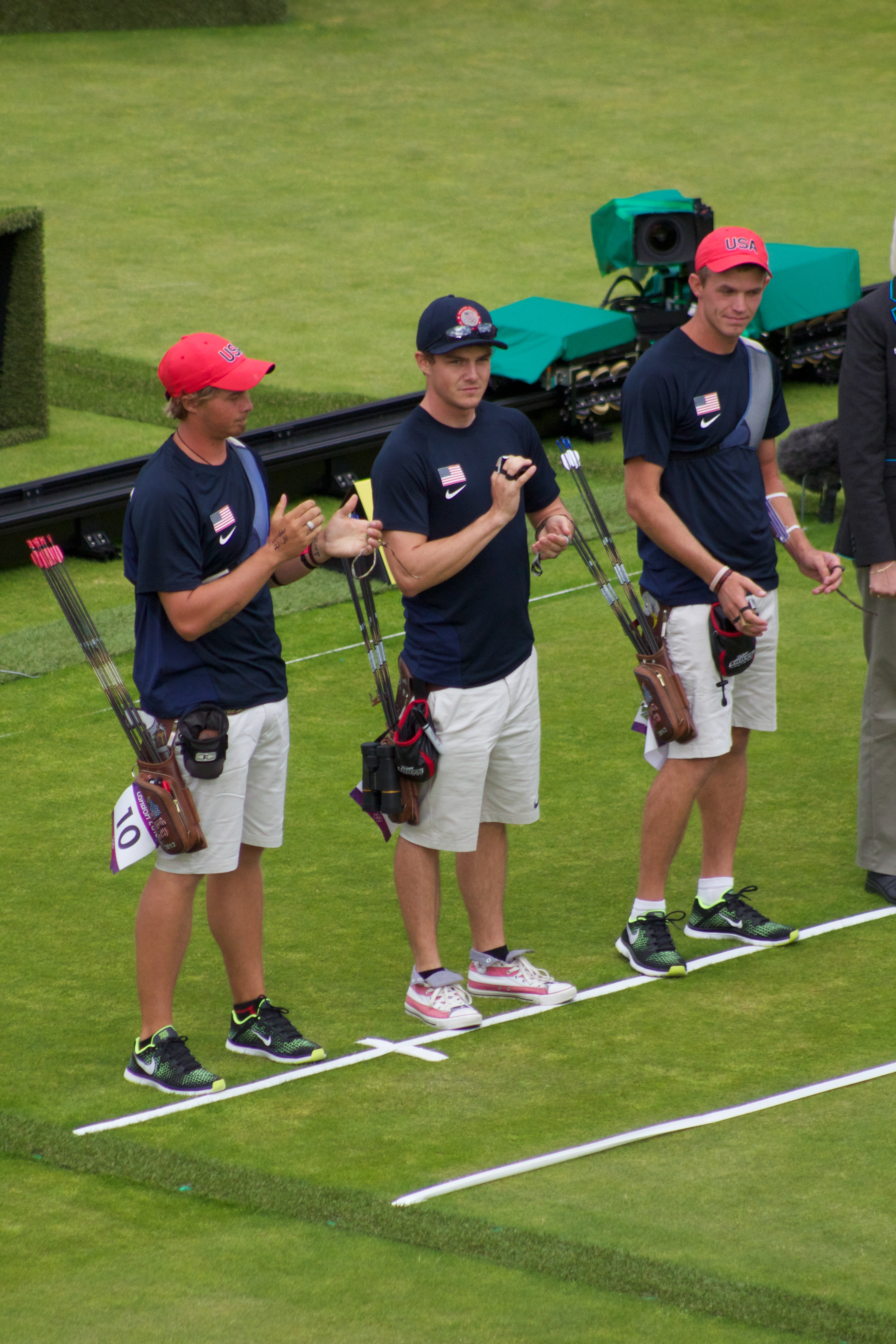
Брейди Эллисон, Джейк Камински и Джейкоб Вуки на Олимпиаде в Лондоне (2012)

### 2012
На чемпионате мира в помещении 2012 года в Лас-Вегасе американец завоевал бронзу. Он победил в первом раунде турка Сермета Джинара (6:0), затем австралийца Райана Тайака (7:3) и болгарина Явора Христова (6:2). В полуфинале он уступил в перестрелке соотечетвеннику Джейку Камински, но в матче за бронзу всухую победил Херльберта Дорнхофера из Австрии.
На первом этапе Кубка мира в Шанхае завоевал золотую медаль, победив Джо Фэнчина (6:4), Тому Фошерона (6:2), Ю Сина (в перестрелке со счётом 10:9), Чу Сянь Чэна (6:2) и Дмитрия Грачёва в финале с сухим счётом. Однако на следующих двух этапах в Анталии и Огдене американец выбыл на стадии 1/16 финала, проиграв Маркияну Ивашко и Тейлору Ворту, соответственно.
На Олимпийских играх 2012 года в Лондоне в командном турнире американцы в составе Брейди Эллисон, Джейкоб Вуки и Джейк Камински после победы 220:219 над Японией сумели победить корейцев (со счётом 224:219), которые не проигрывали на трёх последних Олимпийских играх. Тем не менее, в финальном поединке против Италии они уступили со счётом 218:219 и завоевали серебряную медаль. В индивидуальном первенстве Эллисон занял десятое место в предварительном раунде, набрав 676 очков из 720 возможных. В первом раунде Эллисон победил Марка Хавьера с Филиппин со счётом 7:1 по сетам, но на стадии 1/16 финала уступил австралийцу Тейлору Ворту с таким же счётом.
Эллисон попал в третий подряд в карьере Финал Кубка мира в Токио. В четвертьфинале он победил Луиса Альвареса из Мексики со счётом 6:0, а в полуфинале оказался сильнее Лим Дон Хёна, однако в финале проиграл в решающей перестрелке Ким У Джину. При этом оба лучника попали в «восьмёрку», но Эллисон был менее точен.

### 2013
На первом этапе Кубка мира в Шанхае Эллисон выбыл уже на стадии 1/16 финала после поражения от Тейлора Ворта. На следующем этапе в Анталии американский лучник дошёл до четвертьфинала, где проиграл олимпийскому чемпиону Мауро Несполи в решающей перестрелке (8:10). Ранее он победил Джеффа Хенкельса из Люксембурга и Атану Даса из Индии. И на третьем этапе в Медельине, и на четвёртом во Вроцлаве, Эллисон дошёл до четвертьфинала.
Несмотря на то, что медалей Эллисон не завоевал, он вновь попал в Финал Кубка мира в Париже. В первом матче американец победил китайца Чжан Цзяньпина (6:2), но затем проиграл олимпийскому чемпиону О Джин Хёку 2:6, но в бронзовом финале победил другого корейца Ли Сын Юна в решающей перестрелке (10:8) и выиграл четвёртую подряд медаль на Финале Кубка мира.
На чемпионате мира 2013 года в Анталии Эллисон уже на стадии 1/32 финала проиграл Александру Лягушеву из Белоруссии (0:6). Тем не менее, мужская команда, в которую входил Эллисон, Джо Фэнчин и Джейк Камински, завоевали золото. Они в первом раунде прошли австралийцев (169:160), затем украинцев (190:183), французов (191:189) и в финале оказались точнее нидерландских лучников, победив со счётом 214:211. Также Эллисон участвовал в миксте с Хатуной Лориг. Лучники победили Испанию (148:133), Россию (142:138) и Мексику (146:143), но в финальном поединке проиграле Южной Корее (139:148) и завоевали серебро.

### 2014
В апреле 2014 года на первом этапе Кубка мира в Шанхае, Эллисон вышел в четвертьфинал, где проиграл Рику ван дер Вену (4:6), до этого победив Яна Риявеца из Словении (6:4) и Коллина Климичека из США (7:1). Также вместе с Маккензи Браун американцы завоевали золото в миксте. На втором этапе в Медельине Эллисон вновь вышел в четвертьфинал, где уступил Ли Сын Юну, а в команде в составе Брейди Эллисон, Джермайя Кусик и Джейк Камински, американцы заняли третье место. Американцы в матче за бронзу победили Китай. На этапе в Анталии американец уже на стадии 1/16 финала уступил Флориану Каллунду из Германии со счётом 2:5, до этого победив Аше Моргана из Великобритании и Артёма Махненко из России. На последнем этапе во Вроцлаве Эллисон вновь вышел в четвертьфинал, где со счётом 4:6 проиграл Мауро Несполи. До этого он победил Антти Текониеми из Финляндии (6:2) и Гу Сюэсона из Китая с тем же счётом.
Несмотря на то, что на этапах Эллисон вновь не выиграл медаль, он в пятый раз подряд вышел в Финал Кубка мира в Лозанне и завоевал золотую медаль, победив О Джин Хёка в перестрелке в четвертьфинале (оба лучника попали в «десятку»), Рика ван дер Вена (6:4 в полуфинале) и Маркуса Д’Алмейду из Бразилии (в решающей перестрелке в финале, оба лучника попали в «девятку»).
В августе Эллисон завоевал золотую медаль на чемпионате мира на открытом воздухе в Загребе. В полуфинале он победил британца Джона Шейлза (64:56), а в финале француза Жана-Шарля Валладона (56:55).

### 2015
В мае 2015 года Брейди Эллисон на первом этапе Кубка мира в Шанхае вышел в четвертьфинал, где проиграл Ли Сын Юну со счётом 4:6. В 1/16 финала ранее он победил со счётом 7:1 Аюми Ивату из Японии, в 1/8 финала Ю Гуаньлина из Тайваня. На втором этапе в Анталии Эллисон в первом матче победил соотечественника Зака Гаррета (6:2), затем украинца Маркияна Ивашко (7:1), индийца Джаянту Талукдара (6:4), итальянца Давида Паскуалаччи (в перестрелке со счётом 10:9). В четвертьфинале со счётом 7:1 американец прошёл олимпийского чемпиона О Джин Хёка, а в полуфинале всухую проиграл другому корейцу Ли Сын Юну. Также проиграл и в бронзовом финале соотечественнику Коллину Климчеку (2:6).
Между вторым и третьим этапом состоялись Панамериканские игры в Торонто, на которых Эллисон выиграл личное серебро, уступив мексиканцу Луису Альваресу в финале. Спустя две недели состоялся чемпионат мира в Копенгагене. Эллисон в рейтинговом раунде стал седьмым (657 очков из 720 возможных), автоматически выйдя в 1/16 финала. Он всухую победил иранца Садегха Ашрафи, а затем со счётом 6:2 прошёл колумбийца Даниэля Бетанкура, а в четвертьфинале проиграл будущему чемпиону Ким У Джину из Южной Кореи. С мужской сборной американцы дошли до полуфиналов, но проиграли матч за бронзу Тайваню и стали четвёртыми. Эллисон и Ла Нола Притчард в миксте в первом же матче проиграли Китаю в перестрелке (18:19).
На двух последних этапах Кубка мира во Вроцлаве и Медельине американский лучник дошёл до 1/8 финала, где проиграл, соответственно, Дай Сяосяну и Лим Дон Хёну. Брейди Эллисон вновь попал в Финал Кубка мира в Мехико, где впервые в карьере проиграл в первом матче соотечественнику Коллину Климчеку (2:6) и не завоевал медаль.
Принял участие на тестовых соревнования в Рио-де-Жанейро, но выбыл на стадии 1/32 финала.
В декабре принял участие на втором (Бангкок) и третьем (Ним) этапах Кубка мира в помещении, завоевав золотую и бронзовую медали, соответственно.

### 2016
В начале 2016 года завоевал золотую медаль на домашнем этапа Кубка мира в помещении, победив в финале россиянина Александра Кожина. На чемпионате мира в помещении в марте в Анкаре завоевал бронзу. В четвертьфинале американец со счётом 6:2 победил Александра Лягушева из Белоруссии, в полуфинале проиграл Сергею Макаревичу из Украины, но в матче за бронзу победил Массимилиано Мандия из Италии (6:4).

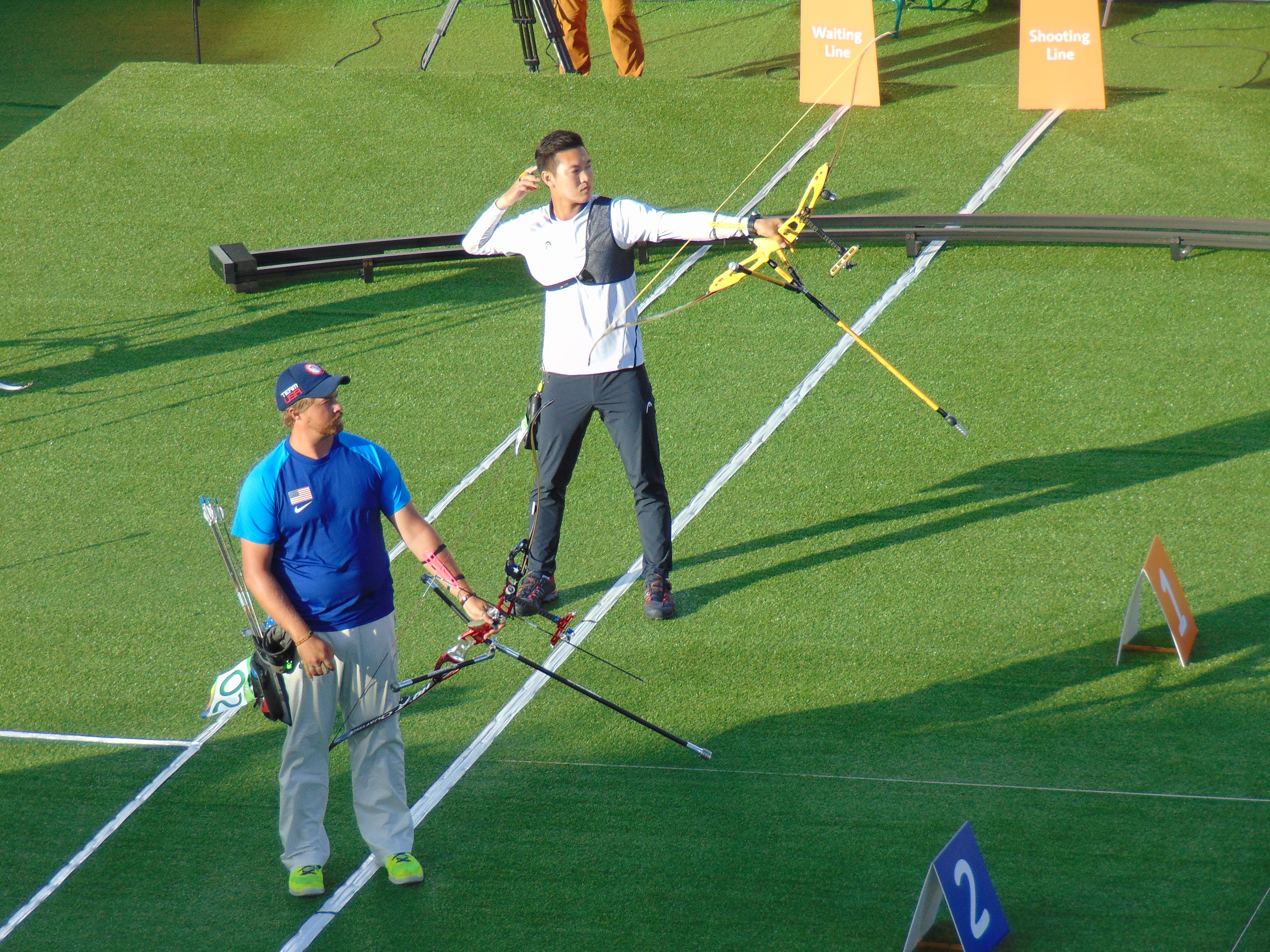
Брейди Эллисон и Ку Пон Чхан во время полуфинала на Олимпийских играх в Рио-де-Жанейро (2016)

На первом этапе Кубка мира в Шанхае вылетел уже на стадии 1/16 финала, уступив со счётом 3:7 Арсалану Бальданову из России, но в паре с Хатуной Лориг завоевал золотую медаль, победив в финале тайваньских лучников Тань Ятин и Вэя Цзюньхэна. На втором этапе в Медельине Эллисон завоевал золото в личном турнире, победив Мигеля Альвариньо Гарсия из Мексики (7:1). Ранее американец победил Андреса Пила из Колумбии (7:1), Мауро Несполи из Италии с тем же счётом, Джейка Камински (6:4) и Ку Пон Чхана (в перестрелке со счётом 9:8). На третьем этапе Эллисон в четвертьфинале проиграл Ким У Джину (2:6), но в составе мужской команды завоевал бронзу. Американцы в матче за 3-е место победили Бразилию с сухим счётом.
В августе на Олимпиаде в Рио-де-Жанейро Брейди Эллисон завоевал серебряную медаль в командном турнире вместе с Заком Гарреттом и Джейком Камински. Они победили в первом матче Индонезию со счётом 6:2, затем Китай с сухим счётом, но в финале так же всухую проиграли Южной Корее. В рейтинговом раунде Эллисон показал второй результат с 690 очками. В первом раунде он победил египтянина Али Эль-Грари (6:0), затем Джейка Камински (6:2), Зака Гаррета (6:4) и Такахару Фурукаву (6:2). В полуфинале американец уступил будущему олимпийскому чемпиону в перестрелке после того, как после пяти сетов счёт был равным. Эллисон попал в «восьмёрку», тогда как стрела Чхана оказалась в «девятке». Американский лучник со счётом 6:2 выиграл бронзовую медаль, победив голландца Шефа ван ден Берга.
После Олимпиады выступил на Финале Кубка мира в Оденсе, который состоялся в сентябре. Эллисон победил мексиканца Эрнесто Хорасио Бордмана со счётом 6:2, а затем с тем же счётом прошёл тайваньского лучника Вэй Цзюньхана. В финале после пяти сетов была ничья, и в перестрелке со счётом 9:8 Эллисон победил Шефа ван ден Берга и завоевал очередное золото.
Завоевал две золотые медали на чемпионате мира на открытом воздухе в Дублине. В личном турнире американец победил в полуфинале Жана-Шарля Валладона (62:61), а в финале немца Себастьяна Рорберга (59:52). Также Эллисон вместе с Дейвом Казинсом и Джоном Деммером завоевали золотые медали, победив Италию со счётом 63:50.
В конце года Эллисон принял участие на Кубке мира в помещении. На первом этапе в Марракеше он выиграл золото, победив Маттео Фиссоре в финале, а на третьем в Ниме бронзу.

### 2017
В начале года на Кубка мира в помещении в Лас-Вегасе Эллисон стал четвёртым, уступив в матче за бронзу Жану-Шарлю Валладону.
На первом этапе Кубка мира в Шанхае американский лучник дошёл до четвертьфинала, победив Луо Вэймина из Тайваня (6:4) и Артёма Махненко из России (6:0), а затем в решающей перестрелке проиграл Ким У Джину. На втором этапе в Анталии в индивидуальном первенстве Эллисон завоевал серебро. Он начал с победы над Султаном Дузельбаевым (7:1), затем с тем же счётом победил Тома Холла из Великобритании, а в четвертьфинале оказался сильнее испанца Мигеля Альвариньо Гарсия (6:2). В полуфинале он победил Тома Широ со счётом 6:2, но в финале уступил Жану-Шарлю Валладону 4:6. На третьем этапе в Солт-Лейк-Сити стал пятым, победив Луиса Альвареса (6:2), Арсалана Бальданова (6:0), но затем уступил со счётом 4:6 тайваньцу Вэй Цзюньхэну. На четвёртом этапе вновь дошёл до четвертьфинала, где проиграл корейцу Ким Джон Хо в перестрелке. Ранее он победил Тарундипа Рая в перестрелке, Андреаса Гстёттнера из Австрии (6:2)..
На Всемирных Играх во Вроцлаве Брейди Эллисон выиграл рейтинговый раунд. В полуфинале он со счётом 65:55 победил Ватару Оонуки, а в финале проиграл Амедео Тонелли из Италии (58:61), завоевав серебро.
Он восьмой раз подряд попал в Финал Кубка мира, который в 2017 году прошёл в Риме. В четвертьфинале Эллисон победил со счётом 6:4 тайваньского лучника Вэй Цзюньхэна, а затем олимпийского чемпиона Лим Дон Хёна (7:3). В финале против другого чемпиона Ким У Джина американец всухую проиграл и стал серебряным призёром.
На чемпионате мира 2017 года в Мехико Брейди Эллисон занимал после рейтингового раунда пятнадцатое место (661 очко). В первом матче он победил Адриана Пуэнте с Кубы (6:4), но уже во втором раунде с таким же счётом проиграл соотечественнику Джейку Камински. В командном турниры американцы в составе Эллисон, Камински и Томас Стэнвуд победили Индию в первом матче только в перестрелке, но уже в следующем раунде со счётом 3:5 проиграли Италии. Эллисон и Маккензи Браун в миксте в первом матче выиграли у Испании всухую, но во втором раунде против Флориана и Лизы Унру проиграли в перестрелке (18:20).

### 2018
В начале 2018 года Эллисон завоевал серебро на этапе Кубка мира в помещении в Ниме, проиграв в финале Стиву Вайлеру. В Финале Кубка мира в помещении Эллисон завоевал серебро, уступив Хан Дже Ёпу. На чемпионате мира в помещении в Янктоне Эллисон уже в первом раунде проиграл немцу Седрику Ригеру в перестрелке после того, как матч после пяти сетов завершился вничью. Сборная США в мужском командном первенстве также проиграла в первом же матче Украине.
На первом этапе Кубка мира в Шанхае Эллисон победил на стадии 1/16 финала турка Фатиха Бозлара, затем в перестрелке казахстанца Дениса Ганькина. В четвертьфинале вновь понадобилась перестрелка, в которой американец вновь победил, на этот раз Мауро Несполи. В полуфинале, вновь в перестрелке, Эллисон выиграл у Ли У Сока, но в финале проиграл со счётом 2:6 другому корейцу Ким У Джину. Мужская сборная США победила в первом раунде Италию в перестрелке, но затем всухую проиграла Южной Корее. Эллисон и Хатуна Лориг также в перестрелке выиграли первый матч против Таиланда, затем победили со счётом 6:2 Китай. В четвертьфинале против Индии матч снова был сведён в решающую перестрелку, и вновь точнее оказались американцы. В полуфинале Эллисон и Лориг проиграли Турции, а в матче за третье место всухую уступили Индонезии.
На втором этапе Кубка мира в Анталии Эллисон проиграл Санжару Мусаеву в перестрелке в первом же матче плей-офф личного турнира. В мужском командном турнире американцы также в первом же поединке проиграли сборной Китайского Тайбэя 2:6. В миксте Эллисон и Хатуна Лориг победили Иран в первом матче, но затем проиграли Германии.
На третьем этапе в Солт-Лейк-Сити в личном турнире Брейди Эллисон победил Вэя Шаосюаня со счётом 6:4, а затем проиграл Стиву Вайлеру с тем же счётом. Мужская сборная в первом матче победила Саудовскую Аравию (6:2), но затем проиграла в перестрелке Италии. В миксте Эллисон и Маккензи Браун выиграли золото, победив в финале Россию. До этого они оказались в перестрелке точнее индийских лучников, победили всухую Колумбию и Новую Зеландию.
На четвёртом этапе Кубка мира Эллисон победил Бена Адриансена из Бельгии (6:2) и турецкого спортсмена Ибрагима Этема Гуладжара (7:1). Затем он встретился с соотечественником Джеком Уильямсом, которого также прошёл со счётом 6:2, но затем всухую уступил Мете Газозу из Турции. Мужская сборная в первом матче победила всухую Германию, но затем проиграла в перестрелки Казахстану. В миксте Лориг и Эллисон в первом матче победили Швецию, но затем уступили в перестрелке Японии (18:19).
На Панамериканском чемпионате в Медельине американский лучник дошёл до 1/8 финала и занял итоговое девятое место.
Брейди Эллисон в сентябре выступил на чемпионате мира по стрельбе из лука на открытом воздухе в Кортине-Д’Ампеццо и завоевал бронзу в личном первенстве и серебро в командном вместе с Стивом Андерсоном и Джоном Деммером.
В Финале Кубка мира в Самсуне, куда Брейди Эллисон попал девятый раз подряд, он в первом матче победил Фатиха Бозлара из Турции (7:1), а в полуфинале проиграл Ли У Соку. В матче за бронзу против Тейлора Ворта понадобилась перестрелка, а которой точнее оказался Эллисон (10:9) и выиграл очередную медаль.

### 2019
В феврале 2019 года Эллисон завоевал серебро на Финале Мировой серии в помещении, уступив Стиву Вайлеру.
На первом этапе Кубка мира в Медельине Эллисон завоевал золотую медаль. В первом матче он победил Феликса Визера из Германии, а затем испанца Мигеля Пифарре Трухильо. В четвертьфинале американец оказался точнее японца Такахару Фурукавы (6:4) и в полуфинале с тем же счётом победил Шефа ван ден Берга. В финале со счётом 6:2 Эллисон победил Ли У Сока из Южной Кореи. Он также участвовал вместо со сборной в командном турнире, в первом раунде американцы победили Люксембург (5:3), но затем в перестрелке уступили Австралии. Эллисон и Кейси Кауфхолд в миксте победили Венесуэлу (6:2), а затем Испанию (6:2) и Китай с тем же счётом. В финале американцы проиграли Корее в перестрелке и стали серебряными призёрами.
На втором этапе Кубка мира в Шанхае Брейди Эллисон начал с победы над Хироки Муто (7:1), а затем всухую прошёл Рика ван дер Вена. В четвертьфинале в перестрелке американец оказался точнее корейца Ли Сын Юна, но в полуфинале со счётом 4:6 проиграл Ли У Соку. Тем не менее, в матче за бронзу он сумел всухую победить Шефа ван ден Берга и завоевать медаль. В командном турнире Брейди Эллисон, Алекс Бурдаж и Джек Уильямс победили Австралию (5:3), но затем проиграли Турции в перестрелке (25:29). В миксте Эллисон вместе с Эрин Майкелберри победили Индию, но затем всухую проиграли Великобритании.
На третьем этапе в Анталии Брейди Эллисон завоевал золотую медаль, победив в финале Стива Вайлера. Ранее в полуфинале он победил Мауро Несполи (6:4) и в четвертьфинале Шефа ван ден Берга (в перестрелке со счётом 10:9). В первых двух матчах американец победил другого голландца Рика ван дер Вена (6:2) и китайца Дин Йилана (7:1). Мужская сборная в первом матче победила Великобританию со счётом 6:0, а затем оказалась сильнее Испании в перестрелке. В полуфинале, однако, американцы проиграли в очередной перестрелке итальянцам, но в матче за бронзу победили Украину со счётом 6:2. В миксте Эллисон и Майкельберри победили Финляндию в первом раунде с сухим счётом, но затем уступили Испании 2:6.

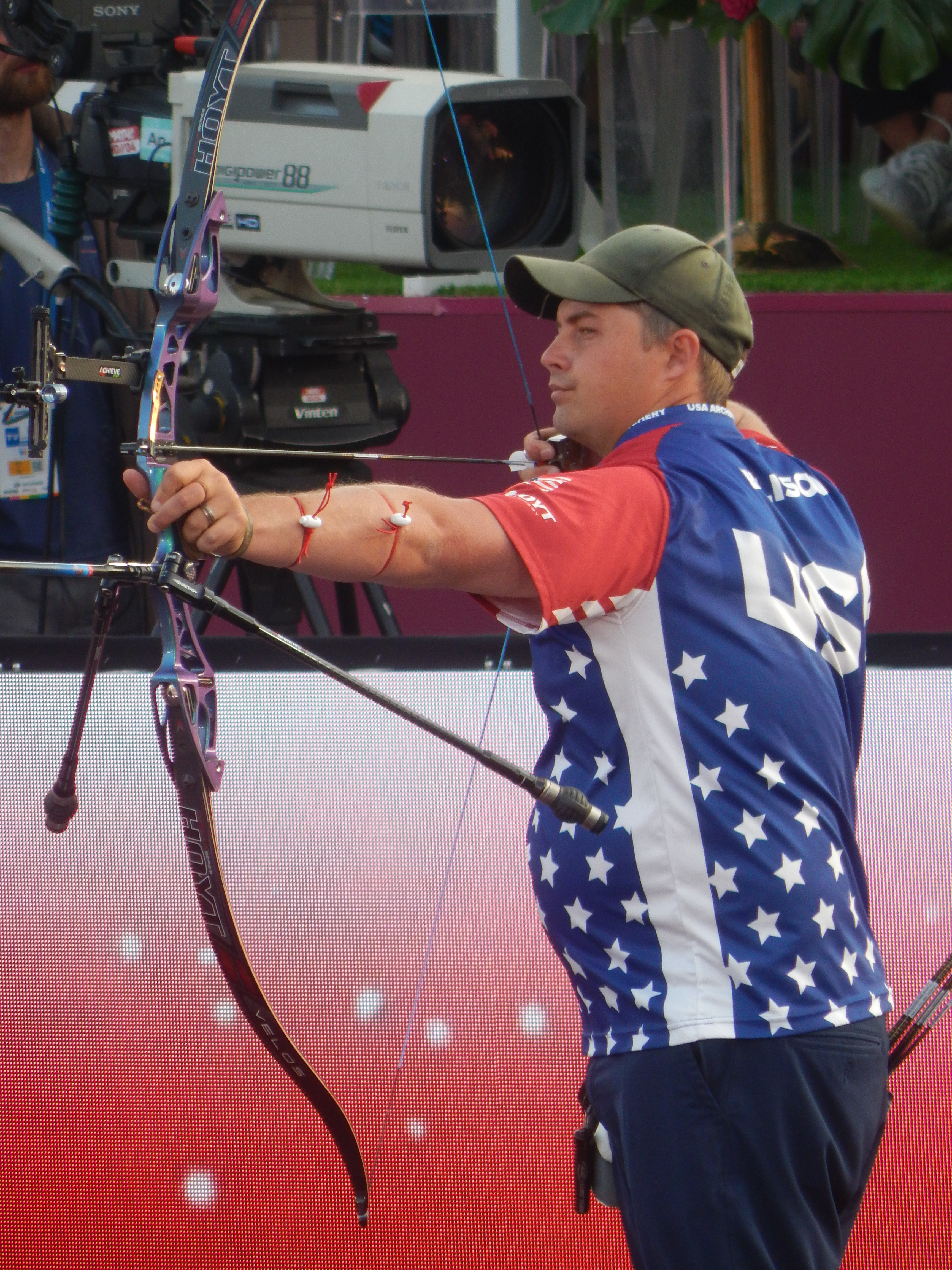
Брейди Эллисон в Финале Кубка мира в Москве (2019)

В начале июня состоялся чемпионат мира в Хертогенбосе, где разыгрывались квоты на Олимпийские игры. Эллисон в личном турнире в рейтинговом раунде показал второй результат (695 очков). В первом матче против Правина Джадхава для выявления победителя понадобилась перестрелка, и американец в ней оказался точнее (10:9). Затем он победил француза Пьера Плийона со счётом 6:2, а в четвертьфинале прошёл всухую тайваньского лучника Тан Чжицзюня. В полуфинале со счётом 7:1 Эллисон победил олимпийского чемпиона Мауро Несполи, а в финале встретился с малайзийцем Хайрулом Ануаром Мохамадом. После пяти сетов была ничья, и в перестрелке за золото точнее оказался Эллисон, вновь попав в «десятку». Таким образом, Эллисон впервые выиграл золото чемпионата мира в личном первенстве. Мужская сборная США в первом же матче всухую проиграла Казахстану и выбыла из борьбы, не войдя в число восьми команд, получивших прямые путёвки на Олимпиаду в Токио. В миксте Эллисон вместе с Хатуной Лориг в первом матче победили Белоруссию в перестрелке, а затем уступили Италии (3:5).
На четвёртом этапе Кубка мира в Берлине Брейди Эллисон дошёл до четвертьфинала, где проиграл турку Мете Газозу, который в дальнейшем выиграл турнир. Ранее Эллисон победил китайца Дин Йилана и бангладешца Румана Шана. Мужская сборная завоевала бронзу, в первом матче победив Японию (6:0), затем в перестрелке оказавшись точнее Франции (28:26). В полуфинале американцы так же в перестрелке проиграли Турции, но в матче за бронзу победили Канаду со счётом 6:2. В миксте вместе с Эми Юнг победили Чехию в перестрелке, но в следующем раунде уступили всухую Германии.
На предолимпийском тестовом турнире Брейди Эллисон завоевал бронзу. Он дошёл до полуфинала, где уступил Ли Сын Юну со счётом 4:6, но в матче за третье место с таким же счётом победил Шефа ван ден Берга.
Эллисон выступил на Панамериканских играх в Лиме, но проиграл на стадии четвертьфинала канадцу Эрику Петерсу со счётом 0:6. Ранее он занял первое место в рейтинговом раунде, победил в первом матче плей-офф аргентинца Кевина Сабадо (6:0) и Хуана Карлоса Стивенса с Кубы (7:1). В состав мужской сборной помимо Эллисона вошли Томас Стэнвуд и Джек Уильямс. Они победили всухую Гватемалу в четвертьфинале, но затем уступили Канаде со счётом 1:5. В матче за бронзу со счётом 5:3 американцы победили мексиканцев. Эллисон также вместо с Кейси Кауфхолд участвовал в миксте. Пара победила Чили со счётом 6:0, затем Канаду 6:2 и в финале встретилась с Колумбией. Американские лучники оказались точнее и со счётом 5:3 завоевали золото.
Финал Кубка мира в Москве, состоявшийся в сентябре 2019 года, для Брейди Эллисона стал десятым подряд. В первом раунде он победил со счётом 7:1 россиянина Артёма Махненко, в полуфинале — нидерландского лучника Шефа ван ден Берга со счётом 6:2. В финальном поединке он встретился с олимпийским чемпионом Мауро Несполи и победил с таким же счётом, выиграв пятое золото Финала Кубка мира в карьере.

### 2020
В начале 2020 года Эллисон завоевал серебро Финала Мировой серии в помещении в Лас-Вегасе, уступив Флориану Каллунду. Дальнейший сезон был отменён из-за пандемии коронавируса, также не состоялся Кубок мира.

### 2021
В апреле 2021 года Эллисон принял участие на первом этапе Кубка мира в Гватемале. Будучи первым сеяным, американец сразу попал в 1/16 финала, но сразу же проиграл голландцу Гейсу Бруксме. В командном турнире американцы победили в первом матче Колумбию (6:2) и затем Германию (6:0), но в финале уступили Испании (2:6). В миксте вместе с Кейси Кауфхолд американцы победили Колумбию в перестрелке, но затем уступили Германии. В матче за бронзу проиграли Индии.
В мае 2021 года на этапе в Лозанне был вторым сеяным, сразу попал в 1/16 финала. В первом матче победили Румана Шана (6:2), затем прошёл француза Тома Широ (7:3). В четвертьфинале победил мексиканца Луиса Альвареса (6:4), а в полуфинале встретился с Николасом Д’Амуром с Виргинских островов, над которым одержал победу с тем же счётом. В финале Эллисон победил немца Максимилиана Векмюллера со счётом 6:2 и завоевал золото.
На третьем этапе в Париже Брейди Эллисон стал четвёртым после рейтингового раунда. В первом матче победил всухую Равиена Далпатаду из Шри-Ланки, а затем француза Пьера Плийона (6:2) и Николаса Д’Амура (в перестрелке, оба лучника попали в «девятку»). В полуфинале он встретился с итальянцем Федерико Мусолеси, которого прошёл со счётом 6:2, а в финале с соотечественником Джеком Уильямсом победил с тем же счётом.
По результатам мужского отборочного командного турнира в Париже американцы завоевали путёвку в команде и, следовательно, три места в личном.
На Олимпийских играх в Токио в миксте Брейди Эллисон выступил с Маккензи Браун, но уже в первом раунде против Индонезии матч перешёл в перестрелку, в которой со счётом 18:20 американцы проиграли и выбыли из борьбы за медали. В мужском командном турнире Брейди Эллисон, Джейкоб Вуки и Джек Уильямс победили Францию в первом раунде со счётом 6:0, но уже в следующем раунде со счётом 1:5 проиграли японцам и лишились шансов на медаль. В индивидуальном первенстве Эллисон набрал после предварительного раунда 682 очка, благодаря чему стал вторым сеяным. В первом матче он победил иранца Милада Вазири, а во втором раунде соотечественника Джейкоба Вуки со счётом 7:1. Однако уже на стадии 1/8 финала со счётом 3:7 американец проиграл будущему олимпийскому чемпиону Мете Газозу и остался без медалей на четвёртой для себя Олимпиаде.
Эллисон принял участие на чемпионате мира в Янктоне, который состоялся через месяц после окончания Олимпиады. Американец завоевал серебро в команде и бронзу в личном турнире, уступив в полуфинальном поединке бразильцу Маркусу Д’Алмейде. В утешающем финале противником был Мете Газоз. Там же спустя неделю состоялся Финал Кубка мира, где в финале Эллисон проиграл соотечественнику Джеку Уильямсу в перестрелке.

### 2022
В начале 2022 года Брейди Эллисон выиграл турнир в Лас-Вегасе, который проходил в закрытых помещениях. В финале Мировой серии в помещении, который также прошёл в столице Невады, американец проиграл со счётом 4:6 в четвертьфинале нидерландскому лучнику Йонаху Вильтхагену, который все стрелы во всех пяти отправил в «десятку».
В апреле на этапе Кубка мира в Анталии американский лучник выиграл две бронзовые медали. В парном разряде он стал бронзовым призёром с 16-летней Габриэллой Сасаи. В индивидуальном первенстве Эллисон, будучи третьим сеяным, начал с 1/32 финала, где победил Николаса Д’Амура (6:2), а затем Ильфата Абдуллина (6:4) и Су-Ю Яня (6:2). В четвертьфинале Эллисон оказался точнее Мауро Несполи (7:3), а в полуфинале против Мигеля Альвариньо матч дошёл до перестрелке, где Эллисон уступил. В поединке за бронзу американец выиграл со счётом 7:3 у Мете Газоза. В командном турнире Эллисон выступил с Мэттью Рекуа и Джеком Уильямсом, но американцы сумели дойти лишь до четвертьфинала, где проиграли Тайваню.
На втором этапе в Кванджу американский лучник не сумел завоевать медали в индивидуальном первенстве. Несмотря на то, что в первых двух матчах он победил со счётом 6:0 Бернарду Оливейра и О Джин Хёка, уже в 1/8 финала он проиграл Ким Дже Доку. В командном турнире уже во втором матче США уступили Италии, а в парном разряде Эллисон и Кейси Кауфхолд выиграли серебро, проиграв в финале со счётом 3:5 немецким лучникам.
На третьем этапе, который проходил в Париже, Эллисон уже в первом матче проиграл Риау Эга Агата, не получив ни одного сетового очка. Мужская сборная США добралась в командном первенстве до финала, где проиграла со счётом 0:6 Южной Корее, а в парном разряде Эллисон и Кауфхолд выиграли золотую медаль, победив в финале испанцев.
На Всемирных играх, которые прошли в американском Бирмингеме (штат Алабама), Брейди Эллисон завоевал серебряную медаль, уступив в финале немцу Флориану Унру. Соревнования на Играх проходили в формате стрельбы на открытом воздухе. В июле 2022 года на четвёртом этапе Кубка мира, который прошёл в Медельине, Эллисон вновь остался без медали в личном турнире. Во втором матче он уступил Джаянте Талукдару из Индии. В командном турнире американцы проиграли на стадии четвертьфинала испанцам.
В октябре 2022 года Эллисон принял участие на чемпионате мира на открытом воздухе в Янктоне. Американец в финальном раунде не смог завоевать медаль, проиграв в полуфинале соотечественнику Мэттью Ноуфелу, а в матче за бронзу британцу Патрику Хьюстону. В командном турнире сборная США завоевала бронзу, будучи первой сеяной. В полуфинале сильнее американцев оказались шведы, а в матче за бронзу были побеждены британские лучники. Брейди Эллисон и Саванна Вандервир приняли участие в парном разряде, где завоевали бронзу.
Брейди Эллисон вышел в финал Кубка мира, который прошёл в середине октябре в мексиканском Тласкала. На этих соревнованиях он уже в первом матче попал на корейца Ким Дже Дока, которому проиграл со счётом 4:6.

### Комментарии
1. ↑  В 2008 году использовалась старая система в матчах плей-офф. Победителем становился лучник, набравший наибольшее количество очков за 12 выстрелов.
2. ↑  С 2010 года введена новая система подсчёта очков в плей-офф. Теперь победителем становится тот, кто первый наберёт 6 очков. За победу в сете, состоящем из трёх выстрелов, победителю начисляется 2 очка. В случае ничьей, оба лучника получают одно очко. На этапах Кубка мира в первых раундах победителем становился тот, кто набрал 4 очка.
3. ↑  Несмотря на то, что в индивидуальном первенстве уже использовалась новая сетовая система, в командных турнирах (в том числе и миксте) использовали старую систему. Победитель определялся по результатам всех 24 выстрелов команды.
4. ↑  Впервые на Олимпийских играх применялась сетовая система, но только в индивидуальном первенстве.
5. ↑  Впервые в командных турнирах (в том числе в миксте) использовалась сетовая система, которая заменила систему, определяющую победителя по результатам 24 выстрелов.